# 天方夜譚 (動畫)
《天方夜譚》（日語：アラビアンナイト シンドバットの冒険）是改編自《一千零一夜》的日本電視動畫，1975年10月1日至1976年9月29日於富士電視網首播，共52集。

## 提要
《天方夜譚》整合了《一千零一夜》三大人物——航海家辛巴达、阿里巴巴、阿拉丁——的故事。富士電視系首播時間為日本時間星期三19:00－19:30，同時段收視率高於NET系（今朝日電視網）動畫《宇宙騎士》（宇宙の騎士テッカマン）與TBS系談話綜藝節目《日本第一的媽媽》（日本一のおかあさん），但低於日本電視系綜藝節目《新脫線遊戲》（新・底ぬけ脱線ゲーム）。
台灣方面，中視首播期間為1977年5月9日至1977年8月24日，並於1979年11月28日至1980年1月28日重播。後來國興衛視以日語原音播出。

## 角色列表及配音員
- 辛巴達（シンドバット，台灣中文版譯為小胖）聲：小原乃梨子；台灣：武莉（CTV）／謝佼娟（東森卡通台）

本作主角。形象出自於《辛巴達航海》的辛巴達，但較年幼。喜愛冒險，不怕困難，也很樂於交朋友。
- 莎拉（在被變成九官鳥時，中視版譯為小飛飛，齊威國際多媒體譯為飛飛）聲：白石冬美；台灣：朱憶華（東森卡通台）

原為公主，因受到詛咒而變成九官鳥，被小胖稱為「飛飛」。後期詛咒被解除恢復成人形，被稱為莎拉。
- 阿里巴巴（アリババ）聲：神谷明；台灣：朱憶華（東森卡通台）

小胖的夥伴，個性衝動。曾為強盜，但後來金盆洗手。因為其個性與面貌，常常被他人誤認為是盜賊之類的一夥人。
- 阿拉丁（アラジン，中視版譯為阿金老伯）聲：辻村真人；台灣：沈光平（東森卡通台）

小胖的夥伴，老人形象。原為一國國王，但因為國家滅亡，導致成為流浪君王。常常認為一切的一切都是真主阿拉的安排與考驗。
- 史加爾（スガール）聲：增山江威子
- 海珊（台灣中文版譯為阿山）聲：高橋和枝
- 塔巴莎（タバサ）聲：堀絢子；台灣：謝佼娟（東森卡通台）
- 巴魯聲：矢田耕司；台灣：沈光嘉（東森卡通台）
- 巴格達的國王（バクダットの王）聲：鹽見龍介
- 薩雅吉（サタジット）聲：峰惠研
- 神燈精靈（ランプの精）聲：阪脩

小胖於無意中得到神燈，並呼喚後認識的精靈。雖然此精靈對於「誰擁有神燈誰就是神燈的主人」這個原則很遵守，不過若是碰到不講理的主人，仍然有拒絕願望的權益。
- 人魚公主（人魚姫）聲：杉山佳壽子

小胖在旅行與冒險途中認識的朋友。
- 冰的魔王（氷の魔王）聲：八奈見乘兒
- 火的魔王（火の魔王）聲：山田俊司
- 青色大魔王（青の大魔王）聲：青野武

本作大反派，相當痛恨小胖一行人，並想處心積慮地將他們消滅。基本上，此魔王將「阿拉信奉者」均視為敵人。
- 旁白聲：永井一郎

## 工作人員
- 製作：本橋浩一
- 系列構成：松木功
- 編劇：高橋二三、小瀧光郎、金子裕、上条逸雄、佐藤道雄、雪室俊一、安藤豐弘、中西隆三
- 分鏡：土屋敬之介、安藤政信、坂田優、石黑昇、岡崎邦彥、案納正美、前田達夫、井草薰、黑川文男、田中實、大澤田玲子、大館克子、辻一郎
- 作畫監督：辻伸一、百瀨義行、福田皖
- 人物設定：關修一
- 美術監督：古原一輔、大山哲史
- 攝影監督：熊瀨哲郎
- 音樂：菊池俊輔
- 錄音監督：浦上靖夫、松浦典夫
- 整音：中戶川次男
- 協力：Omnibus Production
- 動畫檢查：古佐小喜重、木口準
- 上色檢查：濱口恭子
- 背景：潤成實業、Studio Jack
- 編集：古川雅士
- 上色：潤成實業、Kino Production
- 攝影：TransArts
- 沖印：東京現像所
- 助理導演：楠葉宏三、早川啓二
- 執行製作：鈴木孝義、澤田康武
- 製作人：加藤良雄、兒玉征太郎
- 導演：黑川文男
- 製作：日本動畫公司、富士電視台、電通大阪分公司

## 標題播映表
| 話數 | 日文標題 | 中文標題   | 播映日        | 腳本     | 分鏡       | 作畫監督        |
| ---- | -------- | ---------- | ------------- | -------- | ---------- | --------------- |
| 1    |          | 出航       | 1975年10月1日 | 高橋二三 | 土屋敬之介 | 辻伸一 百瀬義行 |
| 2    |          | 神奇的浮島 | 10月8日       | 小滝光郎 | 安藤政信   | 辻伸一 百瀬義行 |
| 3    |          | 大鵬鳥     | 10月15日      | 金子裕   | 坂田ゆう   | 辻伸一 百瀬義行 |
| 4    |          | 怪老人     | 10月22日      | 金子裕   | 坂田ゆう   | 辻伸一 百瀬義行 |
| 5    |          | 薩朗茲國王 | 10月29日      | 小滝光郎 | 石黑昇     | 辻伸一 百瀬義行 |
| 6    |          | 象牙山     | 11月5日       | 金子裕   | 岡崎邦彦   | 辻伸一 百瀬義行 |
| 7    |          | 禿鷹族     | 11月12日      | 上条逸雄 | 石黑昇     | 辻伸一 百瀬義行 |
| 8    |          | 吃人巨怪   | 11月19日      | 小滝光郎 | 案納正美   | 辻伸一 百瀬義行 |

## 歌曲
原版片頭曲：〈辛巴達的冒險〉（シンドバットのぼうけん）
作詞：若林一郎；作曲：菊池俊輔；主唱：堀江美都子、古倫美亞搖籠會（コロムビアゆりかご会，今音羽搖籠會）
原版片尾曲：〈辛巴達之歌〉（シンドバットのうた）
作詞：若林一郎；作曲：菊池俊輔；主唱：堀江美都子、古倫美亞搖籠會
原版插曲1：〈阿里巴巴之歌〉（アリババのうた）
作詞：若林一郎；作曲：菊池俊輔；主唱：堀江美都子、蟋蟀'73（こおろぎ'73）
原版插曲2：〈雪拉的祈禱〉（シェーラの祈り）
作詞：若林一郎；作曲：菊池俊輔；主唱：堀江美都子
台灣版主題曲：〈天方夜譚〉
作詞：佚名；作曲：菊池俊輔；主唱：水火土合唱團

## 外部連結
- 互联网电影数据库（IMDb）上《Arabian Naitsu: Shinbaddo No Bôken》的资料（英文）
- Sindbad the Sailor（動畫）在動畫新聞網百科全書中的資料（英文）

## 作品的變遷
| 中視 時間待查 | 中視 時間待查                      | 中視 時間待查 |
| ------------- | ---------------------------------- | ------------- |
|               | 天方夜譚 (1977.05.09 - 1977.08.24) |               |
| 待查          | 待查                               |               |
| 時間待查      |                                    |               |
| 待查          | 天方夜譚 (1979.11.28 - 1980.01.28) | 待查          |

| 國興衛視 星期一至五 17:00 - 18:00                    | 國興衛視 星期一至五 17:00 - 18:00  | 國興衛視 星期一至五 17:00 - 18:00 |
| ---------------------------------------------------- | ---------------------------------- | --------------------------------- |
|                                                      | 天方夜譚 (2014.05.12 - 2014.06.16) |                                   |
| 咪咪流浪記(主角咪咪是男生) (2014.04.04 - 2014.05.09) | 小王子 （2014.06.17 - 2014.07.22)  |                                   |
| 星期一至五 17:00 - 18:00                             |                                    |                                   |
| 咪咪流浪記(主角咪咪是男生) (2014.10.10 - 2014.11.14) | 天方夜譚 (2014.11.17 - 2014.12.22) | 小王子 （2014.12.23 - 2015.01.27) |

| 富士電視系 星期三 19:00－19:30             | 富士電視系 星期三 19:00－19:30            | 富士電視系 星期三 19:00－19:30 |
| ------------------------------------------ | ----------------------------------------- | ------------------------------ |
|                                            | 天方夜譚 （1975年10月1日－1976年9月29日） |                                |
| 北海小英雄 （1974年4月3日－1975年9月24日） | 大飯桶 （1976年10月6日－1979年12月26日）  |                                |